# Архангелогородська сотня
Архангелогородська сотня (Новомиргородська) — адміністративно-територіальна одиниця та військовий підрозділ Миргородського полку Гетьманщини, існувала у 1742–1752 роках.

## Історія
Утворена 1742 року за імператорським указом у складі Миргородського полку як порубіжне військово-територіальне формування на землях Війська Запорозького низового для захисту від нападів єдисанських та буджацьких татар.
Ліквідована указом імператриці Єлизавети Петрівни 1752 року. Територія сотні була включена до щойно створеної провінції Нова Сербія. Місцевих козаків переведено в розряд військових поселенців.

## Населені пункти
Сотенний центр у 1742–1750 рр. був у містечку Архангелогороді, тепер — смт Новоархангельськ, районний центр Кіровоградської області, а у 1750–1752 роках в селі Новий Миргород, тепер — місто Новомиргород, районний центр Кіровоградської області.

## Сотники
- Звенигородський Давид (1742–1747),
- Чечель Осип (1747–1751),
- Гончаренко Петро (1752, н.).